# Пјетра Бјанка (Фрозиноне)
Пјетра Бјанка је насеље у Италији у округу Фрозиноне, региону Лацио.
Према процени из 2011. у насељу је живело 27 становника. Насеље се налази на надморској висини од 212 м.